# Bisamberg (Herrschaft)
Die Herrschaft Bisamberg war eine Grundherrschaft im Viertel unter dem Manhartsberg im Erzherzogtum Österreich unter der Enns, dem heutigen Niederösterreich.

## Ausdehnung
Die Herrschaft umfasste zuletzt die Ortsobrigkeit über Bisamberg, Flandorf, Enzersfeld und Stetten. Der Sitz der Verwaltung befand sich in Bisamberg.

## Geschichte
Letzter Inhaber der Fideikommissherrschaft war der Otto Ehrenreich Graf von Abensperg und Traun, der auch in Bockfließ, Großschweinbarth, Maissau und Rapottenstein begütert war. Im Zuge der Reformen 1848/1849 wurde die Herrschaft aufgelöst.